# Sericesthis rufescens
Sericesthis rufescens är en skalbaggsart som beskrevs av Britton 1987. Sericesthis rufescens ingår i släktet Sericesthis och familjen Melolonthidae. Inga underarter finns listade i Catalogue of Life.